# Levy Tran
Vy Le Tran (detta "Levy"; San Jose, 8 aprile 1983) è un'attrice e modella statunitense di origini vietnamite.

## Biografia
Vy Le Tran è nata a San Jose, California, da genitori vietnamiti. Sa parlare inglese e vietnamita. Dopo essersi diplomata alla Piedmont Hills High School, ha conseguito una laurea in Sviluppo infantile e adolescenziale con una specializzazione in matematica. Successivamente, ha lavorato presso un'agenzia di pompe funebri come imbalsamatrice nel 2011.

## Carriera
Nel 2011, Tran intraprese la carriera di modella e, dopo aver fatto pubblicità, decise di trasferirsi a Los Angeles nel 2012. Tran ebbe poi successo come modella come top model asiatica . Tran fece la modella per marchi di spicco come Inked Magazine, Glass Magazine e Tattoo Life. Ha dichiarato che il suo tatuaggio preferito sul corpo è quello di uno zombi per via della sua arte, ma si pente in parte del suo primo tatuaggio che si fece quando aveva 18 anni. Nel 2012, Levy fece il suo primo debutto televisivo su Guy Code di MTV come ospite. Nel 2013, Tran fu coinvolta in un controverso video musicale chiamato "Asian Girlz" creato da Day Above Ground. Tran si scusò rapidamente per il video musicale affermando: "Mi scuso sinceramente con tutti coloro che pensano che io abbia fatto tornare indietro di 50 anni le donne asiatiche. So di aver perso il rispetto di molte persone. Non era mia intenzione. Doveva essere spensierato e divertente. Satirico. Sono ragazzi dolci e per niente razzisti. Questo è tutto quello che dirò. Mi dispiace ancora una volta.”
Nel 2015, Levy ha interpretato il ruolo della partente di gara in Furious 7. In seguito è stata votata come una delle donne più belle del franchise Fast & Furious. In seguito ha fatto apparizioni nella serie televisiva Jungle Justice nel 2015, e in seguito ha recitato nei film Female Fight Squad e The Unwilling. Tran è apparsa in diverse altre serie televisive, tra cui Eddie (il partner sessuale di Lip) nell'ottava stagione di Shameless. Levy ha poi interpretato il ruolo di Roenick nel film del 2018 The First Purge ed è apparsa anche come Trish Park nella serie Netflix del 2018 The Haunting of Hill House .
Levy è stata scelta per interpretare l'agente Desiree "Desi" Nguyen negli ultimi otto episodi della terza stagione di MacGyver nel 2019. Tran ha detto che le piace il suo ruolo di Desi ed era emozionata per la quarta stagione. A giugno 2019, Tran è stata ufficialmente confermata come membro principale del cast per la quarta stagione di MacGyver.

## Vita personale
Tran è molto dedita alla sua forma fisica. Tran ha anche dichiarato "Voglio avviare un movimento di casalinghe new age in cui ci siano donne con i capelli tinti, piercing e tatuaggi che sono molto tradizionali in un ambiente domestico". Tran è nota per essere un'amante dei cani e possiede un Basset Hound di nome Carlos dal 2013.

## Filmografia

### Attrice

#### Cinema
- Fast and Furious 7 (Furious 7), regia di James Wan (2015)
- Vigilante Diaries, regia di Christian Sesma (2016)
- Female Fight Club, regia di Miguel A. Ferrer (2016)
- The Unwiling, regia di Jonathan Heap (2016)
- Gemini, regia di Aaron Katz (2017)
- Mindhack, regia di Royce Gorsuch (2017)
- La prima notte del giudizio (The First Purge), regia di Gerard McMurray (2018)
- The Silk Road, regia di Sandu Negrea (2018)
- Two Ways to Go West, regia di Ryan Brookhart (2020)
- La gang dei supereroi (Secret Headquarters), regia di Henry Joost e Ariel Schulman (2022)
- I mercenari 4 - Expendables (Expend4bles) regia di Scott Waugh (2023)

#### Televisione
- Shameless - serie tv, 8 episodi (2017-2018)
- The Haunting - serie tv, 4 episodi (2018-2020)
- MacGyver - serie tv, 36 episodi (2019-2021) - Desirée "Desi" Nguyen
- Magnum P.I. - serie tv, 4x15 (2022)